# Phố Hàng Hòm
Hàng Hòm là một con phố thuộc quận Hoàn Kiếm, trong khu phố cổ Hà Nội, đi từ cuối phố Hàng Quạt đến cuối phố Hàng Gai. Phố Hàng Hòm có chiều dài 120 mét.

## Lịch sử
Phố Hàng Hòm nguyên là đất thôn Cổ Vũ Thượng, tổng Tiến Túc (sau là tổng Thuận Mỹ) huyện Thọ Xương cũ. Phố ngày nay thuộc phường Hàng Gai, quận Hoàn Kiếm.

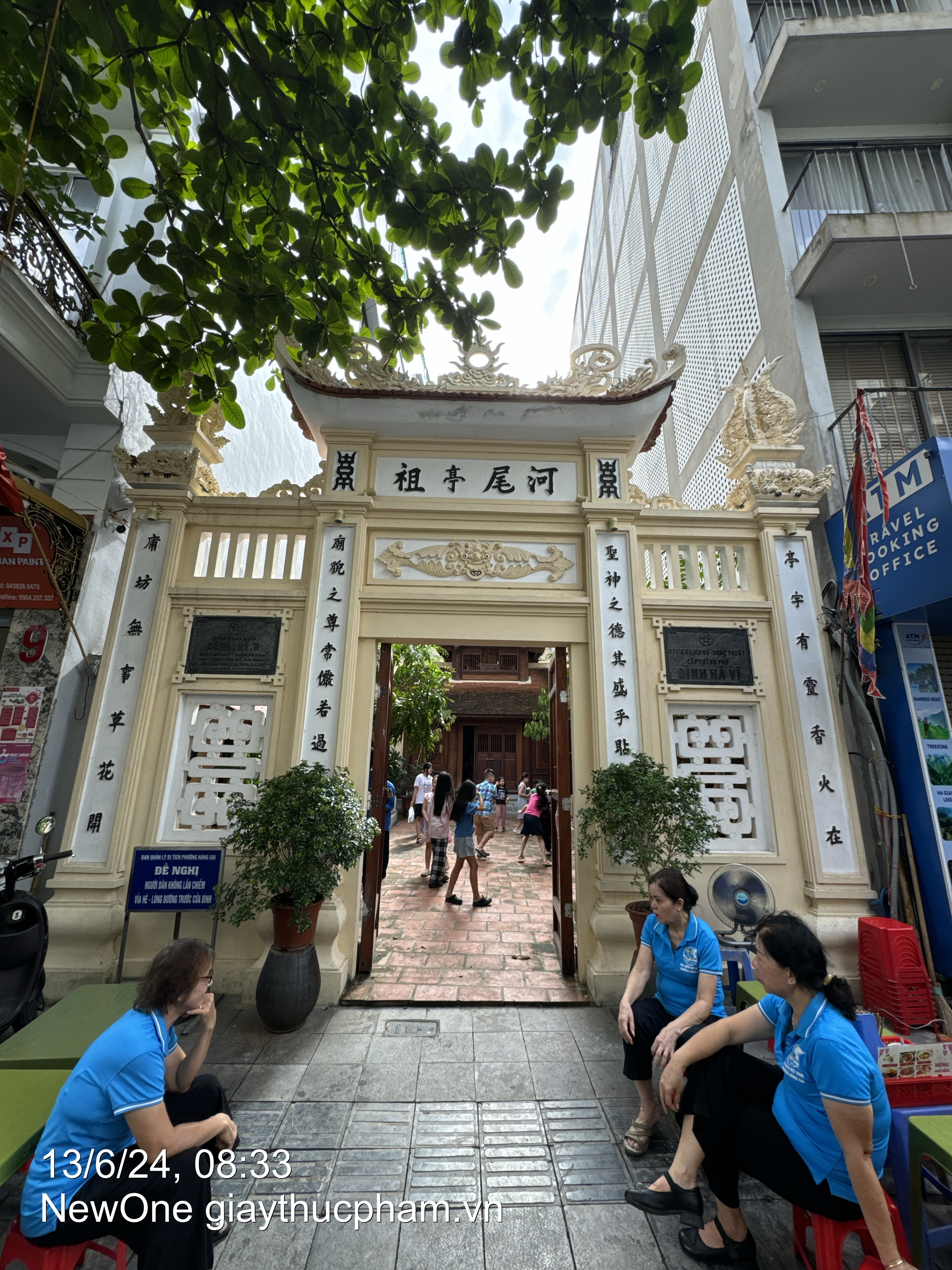
Đình Hà Vĩ

Khoảng giữa thế kỷ XIX, một số người dân làng Hà Vĩ là một làng có nghề làm đồ gỗ sơn thuộc huyện Thường Tín ra đây mở cửa hiệu làm hòm, rương. Ban đầu làm những hòm sơn đen đựng quần áo, những tráp sơn đen đựng giấy tờ...Về sau mới làm những hòm gỗ kiểu mới như vẫn còn thấy hiện nay.
Người dân làng Hà Vĩ ra đây đã lập ra một ngôi đình, gọi là đình Hà Vĩ, ở số nhà 11, thờ ông tổ nghề sơn. Đó là ông Trần Lư, người làng Bình Vọng (Thường Tín), sinh năm 1470, đỗ tiến sĩ năm 1502 (theo sách "Toàn Việt thi lục" thì ông mất năm 1540). Trần Lư đã dạy nghề sơn cho dân làng Bình Vọng, và từ đây nghề này đã lan tỏa ra các làng quanh vùng.
Tên phố này thời Pháp thuộc là rue des Caissea.